# Das neue Buch Hiob
Das neue Buch Hiob (Originaltitel Job, A Comedy of Justice) ist ein Science-Fiction-Roman von Robert A. Heinlein aus dem Jahre 1984. In ihm wird die Geschichte von Alexander Hergensheimer erzählt, einem Menschen, der auf magische Weise immer wieder in Paralleluniversen geschleudert wird und schließlich den Tag des Jüngsten Gerichtes erlebt.

## Handlung
Hauptperson des Romans ist Alec Hergensheimer, Mitglied einer fundamental-christlichen Sekte in einem alternativen Universum, in dem die USA deutlich konservativer sind und sich die Hindenburg-Katastrophe nie ereignet hat, während William Jennings Bryan mit seiner Präsidentschaftskandidatur Erfolg hatte.
Als die Handlung einsetzt, befindet er sich auf einer Kreuzfahrt in Polynesien und sieht sich durch eine Wette genötigt, über glühende Kohlen zu laufen. Er verliert das Bewusstsein und muss zunächst feststellen, dass ihn seine Reisegruppe verlassen hat und er allein zum Schiff zurückkehren muss. Als ihm immer grotesker erscheinende Ungereimtheiten auffallen – die Kleidungsvorschriften sind wesentlich lockerer als er es gewohnt war, und Frauen zeigen sich schamlos barbusig in der Öffentlichkeit – kommt er nicht umhin zu realisieren, dass er in ein alternatives Universum geschleudert wurde.
Er hat den Platz eines Mannes namens Alec Graham eingenommen, der mit der Stewardess Margrethe eine Beziehung hat und als Geldwäscher für die Mafia einen obszön hohen Geldbetrag mit sich führt. Gerade als Hergensheimer/Graham seine Fingerabdrücke mit denen auf „seinem“ Pass vergleichen will, kollidiert das Schiff mit einem Eisberg und er wird, gemeinsam mit Margrethe, über Bord geschleudert.
Bei ihrer Rettung müssen beide feststellen, dass es sie in ein anderes Universum verschlagen hat, in dem sie in Mexiko als Tellerwäscher arbeiten. Nachdem sie mehrere Erdbeben erleben und durch mehrere Universen transportiert werden – in einer dieser Welten ist Wicca die dominierende Religion in Amerika – kommt Alexander zu dem Schluss, dass das Ende der Welt und die Entrückung kurz bevorstehen. Obwohl selbst definitiv nicht in einem Zustand der Gnade befindlich, da er einige der Zehn Gebote gebrochen hat, ist er besorgter um seine Gefährtin Margrethe, die ihm erklärt, eine Heidin zu sein, die erwartet, dass Ragnarök nahe ist und ihre Wechsel in unterschiedliche Welten das Werk von Loki seien.
Als Alexander und Margrethe in einer Kirche beten, fährt plötzlich der Heilige Geist auf Alex herab und reinigt ihn von seinen Sünden, während nur wenig später das Ende der Welt anbricht: Alex wird entrückt und saust in den Himmel hinauf. Da er jetzt weder atmen noch essen oder trinken muss, um zu überleben, realisiert er nicht, dass er jahrelang dahinrast, um in den Himmel zu gelangen. Währenddessen bricht auf der Erde im Nahen Osten ein Krieg aus, bei dem mehrere der Personen, die er auf Erden traf, zu Märtyrern werden, die er im Himmel als Heilige wiedertrifft.
Auch Alex wird, als er im Himmel eintrifft, in den Stand eines Heiligen erhoben, doch nach und nach realisiert er, dass der Himmel nicht seinen Vorstellungen entspricht, und sein fest gefügtes christliches Weltbild gerät zunehmend ins Wanken:
Es stellt sich heraus, dass Gott und Satan Brüder sind, Spieler in einem viel größeren Spiel, in den Schatten gestellt von einem Höchsten Wesen. Gott besteht darauf angebetet zu werden und bedient sich widersprüchlicher und unangenehmer Regeln, um seine Kreaturen zu zügeln, während Satan gegen Gottes erklärten Willen die Hölle in einen angenehmen Ort umgestaltet hat.
Margrethe wurde nach ihrem Tod von Odin nach Walhalla geführt, doch schließlich darf Alexander sie wiedersehen.

## Einordnung in das fiktionale Universum Heinleins
Das Universum, in dem die Wicca-Religion dominiert, scheint dasselbe zu sein, in dem auch Heinleins Roman Revolte auf Luna spielt, da die Mondkolonien Luna City und Tycho Under erwähnt werden.
Auch wird auf den dämonischen Gott Glaroon aus der Kurzgeschichte Sie kurz als einen der „Kollegen“ Gottes angespielt.

## Ausgaben
Deutsche Ausgaben:
- Das neue Buch Hiob. Bastei-Lübbe, 1985, ISBN 3-404-28132-2.
- Das neue Buch Hiob. Bastei-Lübbe, 1989, ISBN 3-404-24118-5.